# Anni Vuohijoki
Anni Vuohijoki, née le 24 mai 1988 à Nakkila, est une haltérophile finlandaise.

## Palmarès

### Championnats d'Europe
- 2021 à  Moscou
  - 6e en moins de 64 kg.
- 2018 à  Bucarest
  -  Médaille de bronze en moins de 63 kg.
- 2017 à  Split
  - 7e en moins de 63 kg.